# 太平路街道
太平路街道，是中华人民共和国河北省唐山市丰润区下辖的一个乡镇级行政单位。

## 行政区划
太平路街道下辖以下地区：
前大树社区、园东一社区、中大树社区、冀新社区、幸福社区、万隆社区、纺织一社区、纺织二社区、园东二社区、园林社区、园北社区、唐车社区和锦祥社区。